# Ган Ніна Сергіївна
Ніна Сергіївна Ган (10 липня 1913, Сердобськ — 5 лютого 1976, Київ) — українська радянська художниця і педагог; член Спілки радянських художників України з 1947 року. Дружина художника Анатолія Казанцева.

## Біографія
Народилася 27 червня [10 липня] 1913 року у місті Сердобську Саратовської губернії Російської імперії (нині Пензенська область, Росія). Протягом 1935—1938 років навчалася у Пензенському художньому училищі у Івана Горюшкіна-Сорокопудова; у 1938—1941 роках — у Київському художньому інституті. З 1941 по 1944 викладала у Пензенському художньому училищі, у 1944—1947 роках продовжила навчання у Київському художньому інституті. Її педагогами були зокрема Олексій Шовкуненко, Федір Кричевський, Михайло Шаронов, Костянтин Єлева. Дипломна робота — картина «Материнство» (керівник Олексій Шовкуненко).
У 1947—1953 роках викладала у Київському державному училищі прикладного мистецтва; з 1953 року — у Київському художньому інституті. Жила у Києві, в булинку на вулиці Московській, № 55 (нині вулиця Генерала Алмазова, № 1), квартира № 13. Померла у Києві 5 лютого 1976 року.

## Творчість
Працювала у галузі станкового живопису. Серед робіт:
- «Щастя» (1947);
- «Гобелен готовий» (1949; Національний музей у Львові);
- «Акуліна» (1961);
- «Натюрморт. Українська кераміка» (1962);
- «Море» (1963);
- «Катя Петриченко — студентка Київського промислового технікуму» (1964);
- «Гурзуф» (1965).

Авторка книги для студентів «Курс пластичної анатомії людини» (Київ, 1965).
Брала участь у виставках з 1935 року, всеукраїнських — з 1947 року.